# Tribuun
Tribuun (Latijn: tribunus, Byzantijns Grieks τριβούνος "tribounos") was in het oude Rome de titel van diverse ambtsdragers, waarvan de belangrijkste de krijgstribuun en de volkstribuun waren.

## Geschiedenis

### Krijgstribuun
De Latijnse term tribunus stamt af van tribus ("stam") en betekende letterlijk "hoofdman van een tribus", of in ruimere zin "(groeps)hoofd". De oude stadstaat Rome bestond oorspronkelijk uit drie patricische stammen: de Tities, de Ramnes en de Luceres. Aan het hoofd van elke stam stond een tribuun, die in geval van oorlog gezamenlijk een legioen aanvoerden. Tijdens het Romeins koninkrijk was de tribunus celerum de aanvoerder van de celeres, de koninklijke lijfwacht. Tijdens het koninkrijk en de Republiek werd het aantal tribūs uitgebreid tot uiteindelijk 35 stammen met elk een tribuun aan het hoofd.
Tijdens de Republiek telde elk legioen zes tribuni militum waarvan één tribunus laticlavius en vijf tribuni angusticlavii. Deze tribunen stonden onder de legati maar boven de centuriones in het legioen. Daarnaast kende men ook een tribunus aerarii ("schatkisttribuun"), een tribunus cohortis ("ruiterijtribuun"), een tribunus cohortis urbana ("stedelijke ruiterijtribuun"), een tribunus comitiatus (door de comitia verkozen tribunus militum), een tribunus militum a populo (door de volksvergadering verkozen tribunus militum), een tribunus rufulus (door de bevelhebber aangeduide tribunus) en een tribunus sexmestris ("zesmaandelijkse tribuun"). Onder de naam tribounos was de term tot in de 7e eeuw in het Oost-Romeinse leger in gebruik.
In de vroege Republiek, tussen 444 en 367 v.Chr., kende men bijzondere krijgstribunen; de tribuni militum consulari potestate ("krijgstribunen met consulair gezag") genaamd, die konden worden aangesteld als staatshoofden in plaats van consuls.

### Volkstribuun
Na de secessio plebis "terugtrekking van het volk" aan het begin van de 5e eeuw v.Chr. kregen de plebejers van de patriciërs voor het eerst toegang tot de bestuursambten van de Republiek. Om de rechten van het volk te beschermen werd het ambt van tribunus plebis ofwel volkstribuun ingesteld. Volkstribunen werd gekozen door de raad van de plebejers (concilium plebis). Oorspronkelijk werden waarschijnlijk twee volkstribunen gekozen, in 470 v.Chr. werd dit verhoogd naar vijf en in 457 v.Chr. naar tien tribunen. Dit aantal zou tot de stichting van het keizerrijk gelijk blijven. Zij hadden het recht de belangen van elke plebejer te beschermen tegen de willekeur van de patriciërs, en mochten daartoe hun veto uitspreken tegen ieder besluit van volksvergadering en senaat, en tegen iedere ambtelijke maatregel, zelfs van de consuls.

### Tribunicia potestas
Omdat het wettelijk onmogelijk was voor een patriciër om een volkstribuun te worden, werd de eerste Romeinse keizer Augustus het geheel van de bevoegdheden van de tribunen (tribunicia potestas) aangeboden zonder dat hij werkelijk fungeerde als tribuun. Dit werd een van de constitutionele grondvesten van Augustus' gezag, het andere was het imperium proconsulare maius. Het gaf Augustus het recht om de Senaat bijeen te roepen.  Ook was hij onschendbaar (sacrosanctus), had het vetorecht (ius intercessionis) en kon hij de doodstraf uitspreken. Het begin van de regering van de meeste Romeinse keizers wordt gedateerd door hun aanvaarding van de tribunicia potestas, hoewel sommige keizers, zoals Tiberius, Titus, Trajanus, Marcus Aurelius deze bevoegdheden al ontvangen hadden tijdens het bewind van hun voorganger. Marcus Agrippa en Drusus II werden nooit keizers maar bekleedden toch de tribunicia potestas.